# Конституційна націоналістична партія (Японська імперія)

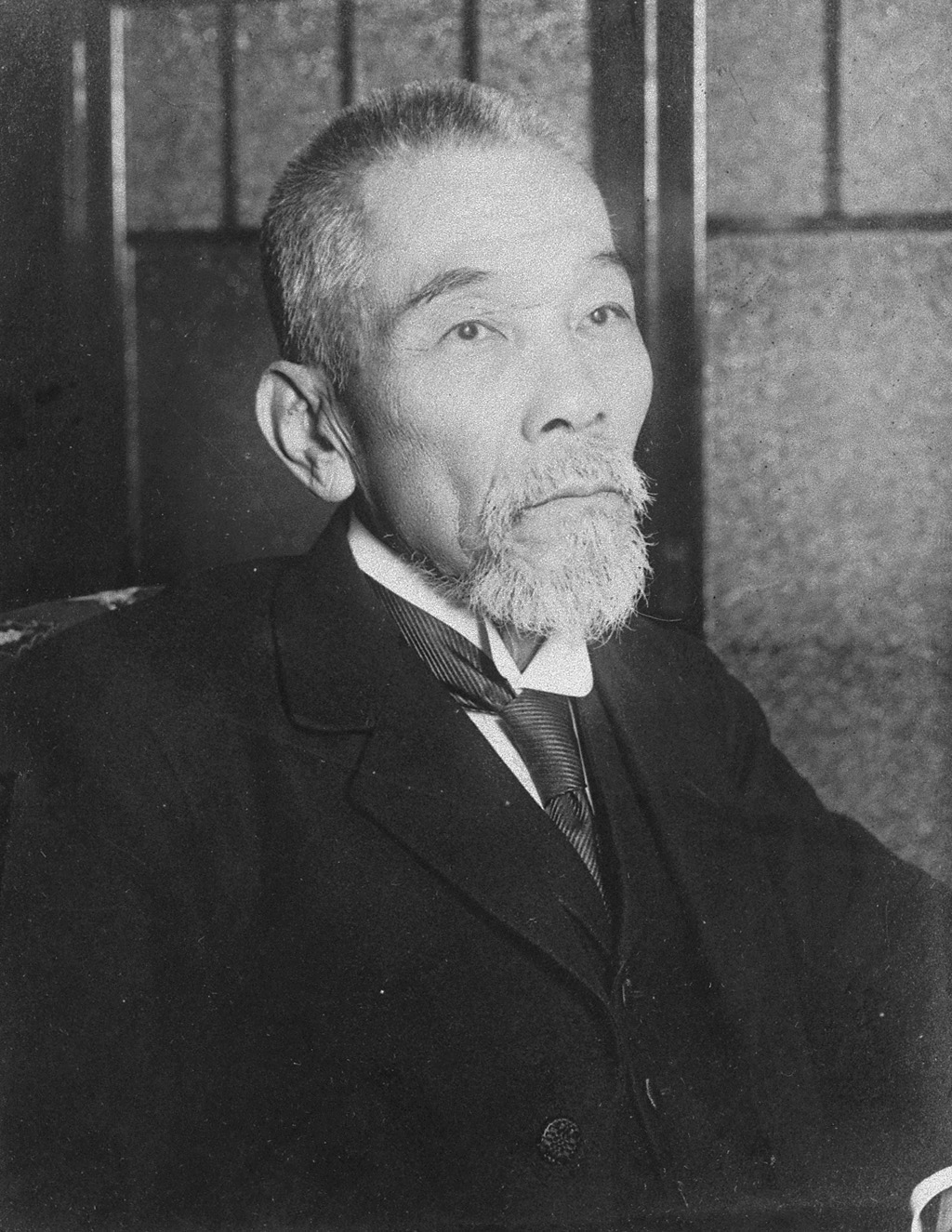
Інукай Цуйосі, засновник політичної партії «Конституційна націоналістична партія»

Ріккен Кокумінто (яп. 立憲国民党, досл. «Конституційна націоналістична партія») була другорядною політичною партією що діяла в Японській імперії. Цю політичну партію також називали просто «Кокумінто».

## Історія
Японська політична партія «Конституційна націоналістична партія» була засновано в березні 1910 року шляхом злиття «Автентична конституційна партія» з низкою незначних японських політичних партій і груп у нижній палаті парламенту Японської імперії, і в цьому об'єднанні домінував японський політик Інукай Цуйосі. Інукай Цуйосі виступав за конституцію, виборче право, засноване на загальному виборчому праві для дорослих чоловіків, і збільшення державних витрат на фінансування імператорського флоту Японської імперії. Політична партія «Конституційна націоналістична партія» зайняла рішучу позицію проти влади та впливу неконституційного органу державної влади «ґенро» та проти олігархії Мейдзі. На загальних виборах 1912 року «Конституційна націоналістична партія» отримала 95 місць, що зробило її найбільшою опозиційною партією до «Асоціація друзів конституційного правління» у нижній палаті парламенту Японської імперії.
У січні 1913 року близько половини членів «Конституційної націоналістичної партії» приєдналися до «Асоціація товаришів Конституції», заснованої Кацура Таро. На загальних виборах 1915 року «Конституційна націоналістична партія» зуміла зберегти лише 27 місць в парламенті Японської імперії. На загальних виборах 1917 року вона змогла відновитися чисельність своїх місць до 35, але на загальних виборах 1920 року їх число знову впало лише до 29.
У вересні 1922 року «Конституційна націоналістична партія» розпалося, і багато хто з її колишніх членів сформували ядро для нової політичної партії «Реформістський клуб», яку також очолив Інукай Цуйосі.
| Вибори   | голосів | %     | Сидіння  | +/–  |
| -------- | ------- | ----- | -------- | ---- |
| 1912 рік | 381,465 | 28.50 | 95 / 381 | ▬    |
| 1915 рік | 106,445 | 7.51  | 27 / 381 | ▼ 68 |
| 1917 рік | 125 974 | 9,68  | 35 / 381 | ▲ 8  |
| 1920 рік | 140,397 | 5.32  | 29 / 464 | ▼ 6  |